# Академія культури Вільянді Тартуського університету
Академія культури Вільянді Тартуського університету (ест. Tartu Ülikooli Viljandi Kultuuriakadeemia) — заклад вищої освіти у Вільянді (Естонія).

## Історія
1952 року в Талліні була створена школа Kultuurharidusala Kool (пізніше — Tallinna Kultuurharidustöö Kool), де стали готувати фахівців бібліотечної справи та працівників культури. У 1960-х роках навчальний заклад було переведено в місто Вільянді. У 1978 році воно стало називатися Viljandi Kultuurikool. У 1980 році школа отримала статус вузу. У 1991 році виш став називатися Viljandi Kultuurikolledž, де навчали за спеціальностями, що включають народну музику, художню декорацію, світло і монтаж. У 2003 році виш став називатися академією — Viljandi Kultuuriakadeemia, а в 2005 році він був об'єднаний з Тартуським університетом і його повна назва стала — Академія культури Вільянді Тартуського університету.

## Діяльність
Академія має кілька факультетів:
- факультет культурної освіти (спеціальності: організація дозвілля та менеджмент в культурі);
- факультет виконавського мистецтва (спеціальності: театральне мистецтво, танцювальне мистецтво, візуальні технології);
- факультет музики (спеціальності: традиційна музика, джаз, саунд-інжиніринг);
- факультет народних ремесел (спеціальності народне ткацтво, народне будівництво, успадковані ремесла).

В Академії навчається близько 800 студентів. Є представники зарубіжних країн. Навчальний заклад розвиває міжнародне співробітництво з іншими вишами, зокрема існує програма співпраці з Псковським державним педагогічним університетом. У березні 2015 року в Академії культури Вільянді пройшли 35-ті міжнародні Ганзейскі дні.